# Abdu Conté
Pour les articles homonymes, voir Conté.
Abdu Conté, de son nom complet Abdu Cadri Conté, né le 24 mars 1998 à Bissau en Guinée-Bissau, est un footballeur portugais qui évolue au poste d'arrière gauche à l'ESTAC Troyes.

## Biographie

### En club
Formé au Sporting Portugal, il joue de nombreux matchs avec l'équipe réserve sans s'imposer en équipe première,.
De 2019 à 2022, il évolue avec le Moreirense FC en première division portugaise,.
Le 12 janvier 2022, il s'est engagé avec l'ESTAC Troyes, en Ligue 1, jusqu'en juin 2026.
Début août 2024, il signe au BSC Young Boys sous forme de prêt pour une saison. En novembre 2024, il se blesse au genou et doit observer une pause.

### En sélection
Avec les moins de 19 ans, il fait partie du groupe qui termine finaliste du championnat d'Europe des moins de 19 ans 2017 organisé en Géorgie. Lors de cette compétition, il joue cinq matchs, en officiant notamment comme titulaire lors de la finale perdue contre l'Angleterre. Il se met en évidence lors de cette finale, en délivrant une passe décisive, mais chose insolite, cette passe s'avère être en faveur d'un de ses adversaires anglais, Dujon Sterling (il s'agit donc d'un but inscrit contre son camp).

## Palmarès
- Finaliste du championnat d'Europe des moins de 19 ans en 2017 avec l'équipe du Portugal des moins de 19 ans